# Karl Einar Sjögren
Karl Einar Sjögren, född 1871, död 1956, var en svensk postexpeditör, men kom att bli Sveriges mest betydande amatörkonstruktör för segelbåtar. 
Karl Einar Sjögren bodde hela sitt liv i Stockholm, och verkade inom Stockholms Segelsällskap för vilka han konstruerade 30 lottbåtar mellan 1901 och 1930. Sjögren slog igenom 1896 med segeljakten Tjopp, en segelbåt med fenköl som var mycket framgångsrik. Åren från slutet av 1800-talet och en bit in på 1900-talet ritade han ett flertal segelbåtar med fenköl Vid utarbetandet av skärgårdskryssarregeln 1908 var Karl Einar Sjögren en av delegaterna. Han kom även att delta i den nu gällande revisionen av regeln 1925. Han är den svenske konstruktör som kan ta åt sig äran att ha gjort de mindre skärgårdskryssarna till relativt vanliga segelbåtar. Sjögren tillhandahöll billiga och enkla konstruktionsritningar av skärgårdskryssare mellan 15 och 40 m². 
Det var under perioden fram till 1930-talet vanligt med amatörbyggen av Sjögrens skärgårdskryssare. Förutom till Stockholm Segel Sällskap ritade han lottbåtar till ett stort antal segelsällskap, och till privatpersoner. Dessa jakter i klasserna 15 till 55 m² var av senaste snitt och avsedda för kappsegling. En av dessa Lilljojo vann skärgårdskryssarepokalen 1920, en annan vacker jakt är 55:an Singva från 1927. Sjögren var en framstående rorsman och styrde den svenska 6mR vid olympiaden 1908.
Han segrade även som rorsman i skärgårdskryssarepokalen 1926 och 1927 med de egenhändigt konstruerade skärgårdskryssarna Lindagull och Solkatten. År 1931 vanns pokalen på nytt av en sjögrenbåt, Lillsingva, men med en annan rorsman. Sjögren ritade drygt 300 segelbåtar, själv seglade han sin skärgårds 40:a Ingrid mellan åren 1918 till 1955. I Sjöhistoriska Museets samlingar finns cirka 300 exemplar av ritningar på segelbåtar av Sjögren.